# Балка Ульянівка
Балка Ульянівка — ботанічний заказник місцевого значення. Об'єкт розташований на території Вільнянського району Запорізької області, біля села Ульянівка.
Площа — 16 га, статус отриманий у 1980 році.
Статус надано з метою охорони місць зростання лікарських рослин. Охороняється цілинна степова балка, де зростають материнка, шипшина, глід.